# برونو دی پائولا ریبریو ایگنارسیا
برونو دی پائولا ریبریو ایگنارسیا (به پرتغالی: Bruno de Paula Ribeiro Ingrácia) مدافع اهل برزیل است که در شهر Tupã و در تاریخ ۱ آوریل ۱۹۸۳ به دنیا آمده‌است.
برونو دی پائولا ریبریو ایگنارسیا در تیم‌های فوتبال Marília سابقهٔ حضور دارد.